# Три плюс две
„Три плюс две“ (на руски: Три плюс два) е руско-латвийски комедиен филм от 1963 г., режисиран от Хенрих Ованесян във филмовото студио „М. Горки“ и Рижското филмово студио, по пиесата „Диваци“ от Сергей Михалков.

## Сюжет
Трима приятели от Москва отиват на „дива“ почивка на прекрасно място с пясъчен плаж, прясна вода, сянка и дърва близо до морето. Изведнъж пристигат две непознати и твърдят, че това е тяхното старо място и доказват правата си, като изравят бутилка с писмо. Но момчетата отказват да си тръгнат. Дамите също няма да отстъпят мястото си и опъват палатка. Започва тиха война, която с времето прераства в любов.

## В ролите
- Наталия Кустинска – Наташа, филмова актриса
- Наталия Фатеева – Зоя Павливна, дресьор на лъвове и тигри
- Андрей Миронов – Роман Любешкин, ветеринарен лекар
- Евгений Жариков – Вадим, дипломат
- Генадий Нилов – Степан Иванович Сундуков, доктор на физико-математическите науки

### Актьори, неупоменати в титрите
- Генрих Оганесян – серивитьор в ресторант Чайка

## Снимачен процес
Заснемането на място се провежда в Крим в село Нови Свит близо до планината Сокил. Филмовият екип живее в двореца на княз Голицин на територията на фабрика за шампанско вино в Нова Свети. Заснети са две версии на лентата – в широкоекранен формат (2,35:1) и обикновен (1,37:1). Широкоекранният формат се счита за основен.